# Sing (canción de Blur)
«Sing» es la sexta canción del álbum debut de la banda de rock británica Blur, Leisure, lanzado en 1991, siendo la pista con mayor duración del mismo.  
La versión original de «Sing», titulada «Sing (To Me)», se grabó como demo a finales de 1989 con el nombre anterior de la banda Seymour. 
En la versión americana y japonesa del álbum la canción se excluyó, siendo remplazada por la canción «I Know».
«Sing» se destaca por ser la única canción del álbum que aparece en su álbum Parklive, grabado para los Juegos Olímpicos de Verano de 2012 en Londres.

## Composición
La canción es en su totalidad cantada por Graham Coxon, mientras que Damon Albarn incorpora los coros en el estribillo, siendo la única canción del álbum en el que Coxon canta. Es un ejercicio de melancolía similar a un mantra construido principalmente alrededor de acordes menores enormes y quejumbrosos en mi, fa sostenido y do. Hay dos patrones de bajo en bucle y la pista de percusión consiste en un golpe de caja sampleado que se repite durante la mayor parte de los seis minutos de la canción. «Sing» es una demo producida por la banda (y diseñada por un irlandés llamado Leo cuyo apellido se perdió para la posteridad) en Roundhouse, Chalk Farm, que se consideró lo suficientemente buena como para ser lanzada tal como estaba.

## Legado
En 2008, la banda de britpop británica Coldplay confesó que «Sing» fue una fuente de inspiración que marcó el comienzo del proceso de composición de su canción «Lost!». Durante un concierto en Detroit, Míchigan, la banda escuchó «Sing» mientras estaba en su camarín. Una vez que salieron para realizar pruebas de sonido, pensaron en escribir una canción basada en la de Blur.

## En la cultura popular
- La canción aparece en la banda sonora de la película de 1996 dirigida por Danny Boyle Trainspotting.

## Personal
- Damon Albarn - coros, piano
- Graham Coxon - voz principal, guitarra eléctrica, coros
- Alex James - bajo
- Dave Rowntree - batería